# Mitchell Robinson
Mitchell Robinson III (* 1. April 1998 in New Orleans, Louisiana) ist ein US-amerikanischer Basketballspieler, der zurzeit bei den New York Knicks in der National Basketball Association (NBA) spielt. Robinson ist 2,13 Meter groß und läuft meist als Center auf. Er wurde im NBA-Draft 2018 von den New York Knicks an sechster Stelle in der zweiten Runde ausgewählt.

## Laufbahn
Robinson spielte im Jugendalter an der Pine Forest High School in Pensacola (Bundesstaat Florida) sowie an der Chalmette High School in Chalmette (Bundesstaat Louisiana). Er gab der Hochschulmannschaft der Texas A&M University seine Zusage, zog diese aber zurück, nachdem deren Trainer Rick Stansbury seinen Wechsel an die Western Kentucky University verkündet hatte. Robinson entschloss sich, Stansbury zu folgen und für Western Kentucky zu spielen.
Im Vorfeld der Saison 2017/18 wurde Robinson wegen eines Verstoßes gegen das mannschaftsinterne Regelwerk suspendiert, strebte dann einen Mannschaftswechsel an, kehrte aber Ende August zu Western Kentucky zurück. Im September 2017 gab Robinson bekannt, nicht länger auf Universitätsniveau zu spielen und sich stattdessen in Eigenregie für eine Profikarriere vorzubereiten und eine Teilnahme am Draft-Verfahren der NBA im Juni 2018 anzustreben. Dort sicherten sich die New York Knicks in der zweiten Auswahlrunde an insgesamt 36. Stelle die Rechte an Robinson.

### NBA
Seine erste Saison in der NBA schloss Robinson mit durchschnittlich 7,3 Punkten, 6,4 Rebounds und 2,4 Blocks bei 20,6 Minuten pro Begegnung ab. Am 21. Mai 2019 wurde Robinson als einziger Spieler aus der zweiten Draft-Runde seines Jahrgangs mit der Aufnahme in das NBA All-Rookie Second Team ausgezeichnet.
Am 1. Januar 2020 stellte Robinson in der Partie gegen die Portland Trail Blazers mit elf Treffern bei elf Würfen den Vereinsrekord für die meisten Treffer ohne Fehlversuch ein. Er teilt sich die Bestmarke mit Bernard King (19. Januar 1984) und Johnny Newman (6. Januar 1988). Den Ligarekord hat Wilt Chamberlain mit 18 Treffern bei 18 Würfen (24. Februar 1967) inne.
In der Saison 2019/20 stellte Robinson mit 74,2 % den Rekord für die höchste Trefferquote innerhalb einer Saison auf. Damit übertraf er den bisherigen Rekord von 72,7 %, der 1973 von Wilt Chamberlain aufgestellt wurde.
Im Dezember 2023 zog er sich einen Ermüdungsbruch im linken Fußgelenk zu, der einen Eingriff erforderte.

## Karriere-Statistiken

### NBA

#### Hauptrunde
| Saison  | Team     | GP  | GS  | MPG  | FG % | 3P % | FT % | RPG | APG | SPG | BPG | PPG |
| ------- | -------- | --- | --- | ---- | ---- | ---- | ---- | --- | --- | --- | --- | --- |
| 2018–19 | New York | 66  | 19  | 20.6 | .694 | —    | .600 | 6.4 | 0.6 | 0.8 | 2.4 | 7.3 |
| 2019–20 | New York | 61  | 7   | 23.1 | .742 | —    | .568 | 7.0 | 0.6 | 0.9 | 2.0 | 9.7 |
| 2020–21 | New York | 31  | 29  | 27.5 | .653 | —    | .491 | 8.1 | 0.5 | 1.1 | 1.5 | 8.3 |
| 2021–22 | New York | 72  | 62  | 25.7 | .761 | —    | .486 | 8.6 | 0.5 | 0.8 | 1.8 | 8.5 |
| 2022–23 | New York | 59  | 58  | 27.0 | .671 | —    | .484 | 9.4 | 0.9 | 0.9 | 1.8 | 7.4 |
| 2023–24 | New York | 31  | 21  | 24.8 | .575 | —    | .409 | 8.5 | 0.6 | 1.2 | 1.1 | 5.6 |
| 2024–25 | New York | 17  | 3   | 17.1 | .661 | —    | .684 | 5.9 | 0.8 | 0.9 | 1.1 | 5.1 |
| Gesamt  | Gesamt   | 337 | 199 | 24.1 | .700 | —    | .522 | 7.8 | 0.6 | 0.9 | 1.8 | 7.8 |

#### Playoffs
| Saison  | Team     | GP | GS | MPG  | FG % | 3P % | FT % | RPG | APG | SPG | BPG | PPG |
| ------- | -------- | -- | -- | ---- | ---- | ---- | ---- | --- | --- | --- | --- | --- |
| 2022–23 | New York | 11 | 11 | 27.1 | .604 | —    | .394 | 9.3 | 0.8 | 0.6 | 1.5 | 6.5 |
| 2023–24 | New York | 6  | 0  | 19.2 | .500 | —    | .375 | 6.8 | 0.5 | 1.0 | 1.2 | 2.8 |
| 2024–25 | New York | 18 | 4  | 20.6 | .608 | —    | .393 | 7.1 | 0.4 | 0.9 | 0.8 | 4.7 |
| Gesamt  | Gesamt   | 35 | 15 | 22.4 | .593 | —    | .392 | 7.7 | 0.5 | 0.8 | 1.1 | 4.9 |